# Luke Timothy Johnson
Luke Timothy Johnson (* 20. November 1943 in Park Falls, Wisconsin) ist ein US-amerikanischer katholischer
Neutestamentler sowie Professor für Neues Testament und Urchristentum an der Emory University.

## Familie und kirchliche Laufbahn
Luke Johnson ist der Sohn von Merland Johnson und seiner Ehefrau Bernice, geborene Teeters. Er besuchte öffentliche und kirchliche Schulen. 1963 wurde er Benediktiner-Mönch in der Saint Joseph Abbey, in Saint Benedict, Louisiana. Von 1963 bis 1972 erwarb er sein B.A. in Philosophie am Notre-Dame-Seminar in New Orleans, parallel dazu seinen Master of Divinity im Jahre an der Saint Meinrad School of Theology, Saint Meinrad, Indiana. Seine akademische Ausbildung wurde dann im Jahre 1970 mit einem M.A. in Religionswissenschaft von der Indiana University und einen Ph.D. im Jahre 1976 für Neutestamentliche Studien an der Yale University erweitert.
Im Jahre 1968 wurde er zum römisch-katholischen Priester geweiht. Beide Aufgaben, des Mönches und es Priesters gab Johnson 1972 auf und ließ sich laisieren. 1974 heiratete er Joy Randazzo; er ist Stiefvater von sechs Kindern und Vater einer Tochter, Tiffany Johnson.
Er unterrichtete auch am St. Meinrad, am Saint Joseph Seminary College, an der Yale Divinity School und an der Indiana University. Er gehört mehreren Berufsverbänden an und hat verschiedene redaktionelle Positionen inne.

## Studium
Johnson studierte am Notre Dame Seminary (in New Orleans), wo er 1966 mit einem B.A. in Philosophie abschloss, dann an der Saint Meinrad School of Theology (M.Div. 1970), an der Indiana University Bloomington (M.A. in Religious Studies, ebenfalls 1970) und an der Yale University, wo er 1976 für seine Dissertation über The Literary Function of Possessions in Luke-Acts den Ph.D. für Neues Testament erwarb.

## Lehre und Forschung
Seit 1970 arbeitete Johnson als Assistenzprofessor, 1979 wurde er Associate Professor für Neues Testament an der Yale University und schließlich 1988 Professor an der Emory University (in Atlanta, Georgia), wo er die Robert W. Woodruff Professur für „New Testament and Christian Origins“ innehat (an der Candler School of Theology), außerdem ist er an dieser Universität „Senior Fellow“ am Zentrum für das Studium von Recht und Religion.
Johnsons Forschungsschwerpunkte liegen bei der jüdischen und griechisch-römischen Umwelt des frühen Christentums sowie bei folgenden neutestamentlichen Büchern: Dem Lukas-Evangelium, der Apostelgeschichte, den Pastoralbriefen und dem Jakobusbrief.
Bei der Frage nach dem historischen Jesus ist er ein bekannter Kritiker des Jesus-Seminars und von dessen Methodologie. Ein Vertreter dieses Seminars, Robert M. Price, bezeichnete Johnson als einen „ecclesiastical spin doctor“ mit „neokonservativen traditionalistischen Positionen“, der einen „größtmöglichen Konservativismus“ vertrete. Während Johnson bezüglich der Historizität Jesu und der Christologie konservativ ist, gilt er bei manchen anderen Themen als liberal, indem er von der Linie des Vatikans abweicht; so spricht er sich etwa für die kirchliche Ordination von Frauen aus (in seinem Buch The Creed, 2003).

## Auszeichnung durch Grawemeyer Award
Im Jahr 2011 wurde ihm für sein Buch Among the Gentiles (2009) von der University of Louisville der Grawemeyer Award in der Kategorie Religion verliehen. Darin betrachtet Johnson vier Bereiche des Juden-, Heiden- und Christentums zur Zeit des Neuen Testaments und achtet jeweils auf Ähnlichkeiten und Gemeinsamkeiten: Wie die Religion (1) Anteil an göttlichen Gütern wie Heilung oder Weisheit gewährt, (2) moralische Veränderung fördert, (3) hilft die Welt zu überwinden und (4) zur Stabilisierung der Gesellschaft beiträgt.
Bei der Preisverleihung wurde auf die Bedeutung dieser historischen Untersuchung auch für die interreligiösen Beziehungen der Gegenwart hingewiesen.
In einer kritischen Besprechung dieses Buches verweist Robert Louis Wilken auf wesentliche Unterschiede zwischen dem Heidentum und dem frühen Christentum sowie auf die in neutestamentlichen Schriften ausgesprochene deutliche Ablehnung heidnischer Praktiken.

## Bücher von Johnson
- Contested Issues in Christian Origins and the New Testament: Collected Essays (= Supplements to Novum Testamentum). 2013.
- Prophetic Jesus, Prophetic Church: The Challenge of Luke-Acts to Contemporary Christians. 2011.
- The New Testament: A Very Short Introduction. 2010.
- Among the Gentiles: Greco-Roman Religion and Christianity. 2009.
- Hebrews: A Commentary. 2006.
- The Creed: What Christians Believe and Why it Matters. Doubleday, 2003 (über das Werden des Nicäno-Konstantinopolitanische Glaubensbekenntnisses und dessen gegenwärtige Bedeutung).
- Brother of Jesus, Friend of God: Studies in the Letter of James. 2004.
- Future of Catholic Biblical Scholarship: A Constructive Conversation. 2002.
- The First and Second Letters to Timothy: A New Translation with Introduction and Commentary (= Anchor Bible). 2001 (argumentiert für Paulus als Verfasser dieser beiden Briefe).
- Living Jesus: Learning the Heart of the Gospel. 1999 (kritisch gegenüber dem Jesus Seminar).
- Religious Experience: A Missing Dimension in New Testament Studies. 1998.
- Reading Romans: A Literary and Theological Commentary (= Reading the New Testament; 6). 1997.
- Letters to Paul’s Delegates: A Commentary on 1 Timothy, 2 Timothy and Titus. 1996.
- Scripture and Discernment: Decision Making in the Church. 1996.
- The Real Jesus: The Misguided Quest for the Historical Jesus and the Truth of the Traditional Gospels. 1996 (kritisch gegenüber dem Jesus Seminar).
- The Letter of James (The Anchor Yale Bible Commentaries). 1995.
- Proclamation 5: Interpreting the Lessons of the Church Year. 1993.
- The Acts of the Apostles (Kommentar) (= Sacra pagina series; 5). Liturgical Press, 1992.
- The Gospel of Luke (Kommentar) (= Sacra pagina series; 3). Minnesota 1991.
- Faith’s Freedom: A Classic Spirituality for Contemporary Christians. 1990.
- 1 Timothy, 2 Timothy, Titus. 1987.
- The Writings of the New Testament: An Interpretation. 1986, 3. Auflage 2010.
- Decision Making in the Church: A Biblical Model. 1983.
- Luke-Acts: A Story of Prophet and People. 1982.
- Some Hard Blessings: Meditations on the Beatitudes in Matthew. 1981.
- Sharing Possessions: Mandate and Symbol of Faith. 1981.
- Invitation to the Letters of Paul III: Ephesians, Colossians, Pastorals (Kommentar). 1980.
- The Literary Function of Possessions in Luke-Acts. Scholars Press, 1977 (Dissertation).
- Teaching Religion to Undergraduates. 1973.

## Einzelbelege
1. ↑  Besprechung von Johnsons Buch The Real Jesus durch Robert M. Price.
2. ↑  Eine Einschätzung aus konservativ-katholischer Sicht gibt Carl E. Olson in seiner Besprechung des Buches The Creed (Olson u. a.: „Ostensibly written from within the ‚Roman Catholic tradition‘ the book is sometimes insightful, occasionally muddled, and often marred by strong polemics against Church doctrine.“).
3. ↑  Ancient religions had much in common, says Grawemeyer winner. In: Grawemeyer Award. Abgerufen am 4. März 2014 (englisch).
4. ↑  The Christian Difference. Rezension von Among the Gentiles. In: First Things. Archiviert vom Original (nicht mehr online verfügbar) am 22. Februar 2014; abgerufen am 4. März 2014 (englisch).  Info: Der Archivlink wurde automatisch eingesetzt und noch nicht geprüft. Bitte prüfe Original- und Archivlink gemäß Anleitung und entferne dann diesen Hinweis.

| Personendaten    | Personendaten                               |
| ---------------- | ------------------------------------------- |
| NAME             | Johnson, Luke Timothy                       |
| KURZBESCHREIBUNG | amerikanischer katholischer Neutestamentler |
| GEBURTSDATUM     | 20. November 1943                           |
| GEBURTSORT       | Park Falls, Wisconsin                       |